# Epidius gongi
Epidius gongi là một loài nhện trong họ Thomisidae.
Loài này thuộc chi Epidius. Epidius gongi được Da-xiang Song & Joo-Pil Kim miêu tả năm 1992.